# Turismo no Japão

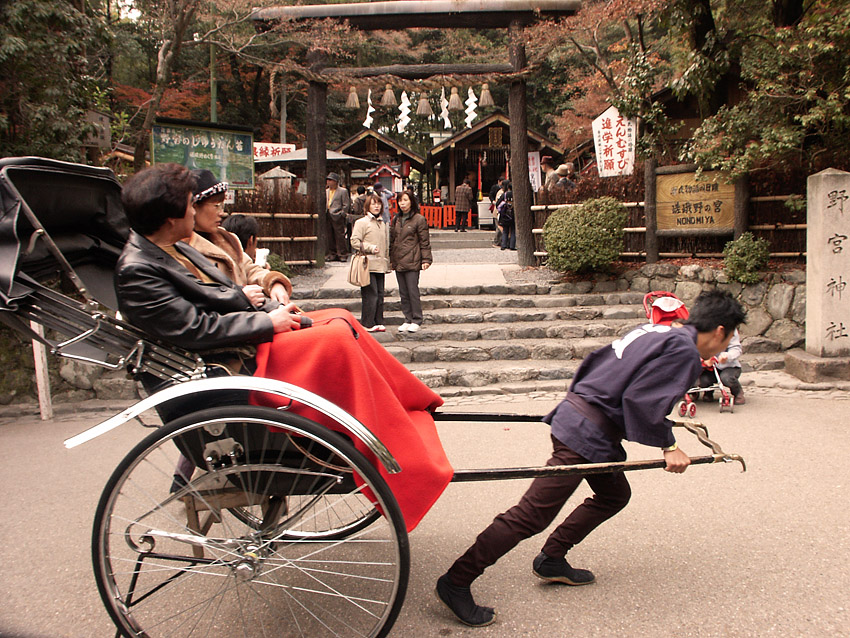
Turistas em Quioto aproveitam um passeio de riquixá em frente do Santuário de Nonomiya

O turismo no Japão atraiu 8,3 milhões de visitantes estrangeiros em 2008, um pouco mais do que Cingapura e Irlanda. O Japão possui 16 patrimônios culturais da Humanidade, incluindo o Castelo de Himeji e os Monumentos Históricos da Antiga Quioto. Quioto recebe mais de 30 milhões de turistas anualmente. Os estrangeiros também visitam Tóquio e Nara, Monte Fuji, resorts de esqui como o de Niseko, em Hokkaido, Okinawa, andam de shinkansen e aproveitam da rede de hotéis e onsens do Japão.

## História

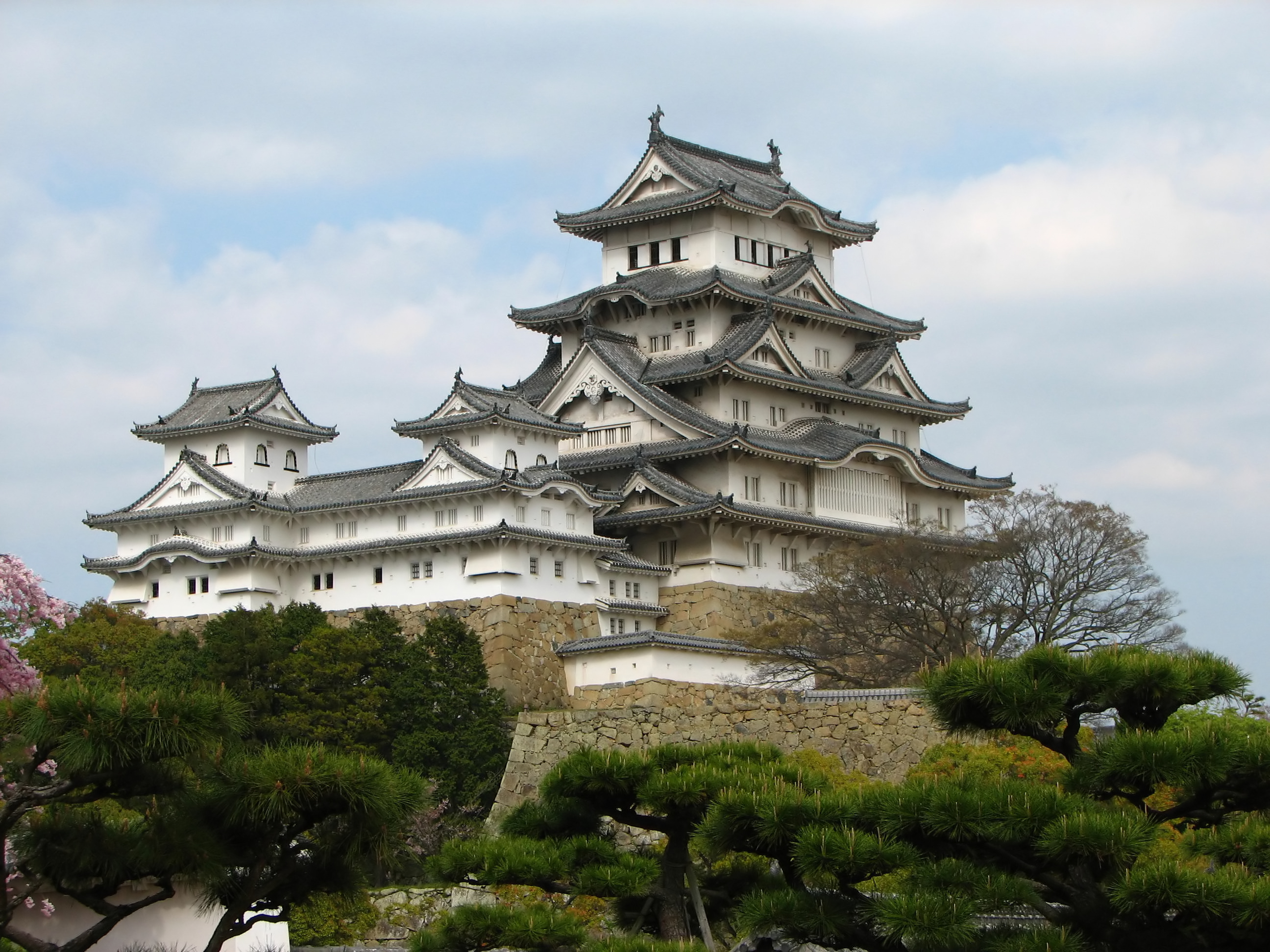
O Castelo de Himeji em Himeji (Hyōgo)

As origens das antigas tradições de visitas a lugares pitorescos não são claras, mas a primeira excursões turística foi a viagem de Matsuo Basho em 1689 para o "extremo norte" do Japão, que aconteceu logo após Hayashi Razan ter categorizado as Três Vistas do Japão em 1643. Durante o período Edo, de 1600 até a Restauração Meiji em 1867, as viagens eram reguladas dentro do país através do uso de shukubas ou estações postais, vilas nas quais os viajantes tinham de apresentar a documentação apropriada. Apesar dessas restrições, estábulos de cavalos, lugares para dormir e comer estavam disponíveis em rotas movimentadas. Durante esta época, o Japão era um país fechado para os estrangeiros, portanto não existiam turistas vindos do exterior no Japão.
Após a Restauração Meiji e a construção de uma rede nacional de ferrovias, o turismo se tornou algo mais viável para os cidadãos japoneses e os visitantes de países estrangeiros que poderiam entrar no Japão legalmente. Em 1887, representantes do governo reconheceram a necessidade de um sistema organizado para atrair turistas estrangeiros. O Kihinkai (貴賓会), que visava coordenar as empresas de turismo, foi fundada nesse ano sob a benção do Primeiro-Minsitro Ito Hirobumi. Seus primeiros líderes foram Shibusawa Eiichi e Ekida Takashi. Outro grande Marcio no desenvolvimento da indústria de turismo no Japão foi a aprovação de 1907 da Lei de Desenvolvimento de Hotéis, tendo como resultado o início da construção pelo Ministério das Ferrovias de hotéis públicos por todo o Japão.

## Estatísticas
Em 2013, 10,364 milhões de turistas visitaram o Japão. 。
| Posição | país            | número (pessoas) | Mudança percentual |
| ------- | --------------- | ---------------- | ------------------ |
| 1       | Coreia do Sul   | 2,456,165        | 20.2%              |
| 2       | Taiwan          | 2,210,821        | 50.8%              |
| 3       | China           | 1,314,437        | -7.8%              |
| 4       | Estados Unidos  | 799,280          | 11.5%              |
| 5       | Hong Kong       | 745,881          | 54.8%              |
| 6       | Tailândia       | 453,642          | 74.0%              |
| 7       | Austrália       | 244,569          | 18.5%              |
| 8       | Reino Unido     | 191,798          | 10.2%              |
| 9       | Singapura       | 189,280          | 33.1%              |
| 10      | Malásia         | 176,521          | 35.6%              |
|         | Todos os países | 10,363,904       | 24.0%              |

## Turismo recente
O turismo interno permanece como uma parte vital da economia e cultura japonesas. As crianças em muitas escolas de ensino médio veem como destaque de sua juventude uma visita à Tokyo Disneyland ou tavez a Tokyo Tower, e muito estudantes visitam Okinawa ou Hokkaido. A extensa rede ferroviária, junto com os voos domésticos que às vezes ocorrem em aviões com modificações para favorecer as distâncias relativamente curtas envolvidas em viagens dentro do Japão, permitem um transporte eficiente e veloz.
No turismo interno, o Japão foi na 28ª posição no mundo em 2007. Em 2009, o Yomiuri Shimbun publicou uma lista moderna de lugares turísticos famosos sob o nome de Heisei Hyakkei (As Cem Vistas do Período Heisei).
O vizinho Coreia do Sul é a fonte mais importantes de turistas estrangeiros. Em 2010, os 2,4 milhões de turistas respondiam por 27% do total de visitantes do Japão.
Os viajantes chineses são os que gastam mais no Japão, gastando cerca de 196,4 bilhões de ienes (US$ 2,4 bilhões) em 2011, ou quase um quarto do gasto total dos visitantes estrangeiros, de acordo com informações da Agência de Turismo do Japão.

### Principais destinos turísticos

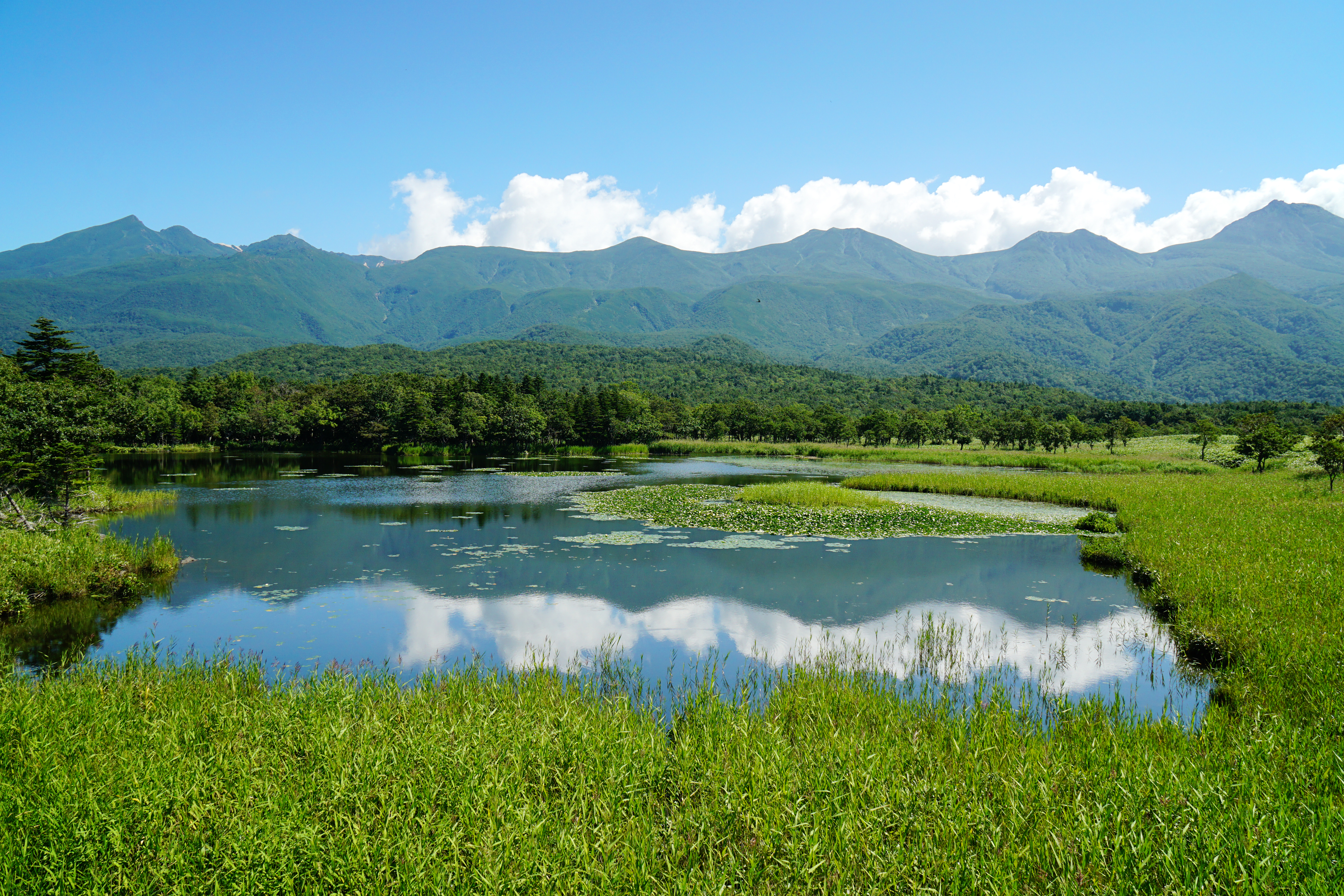
Cinco Lagos de Goko na península de Shiretoko (Patrimônio Mundial)

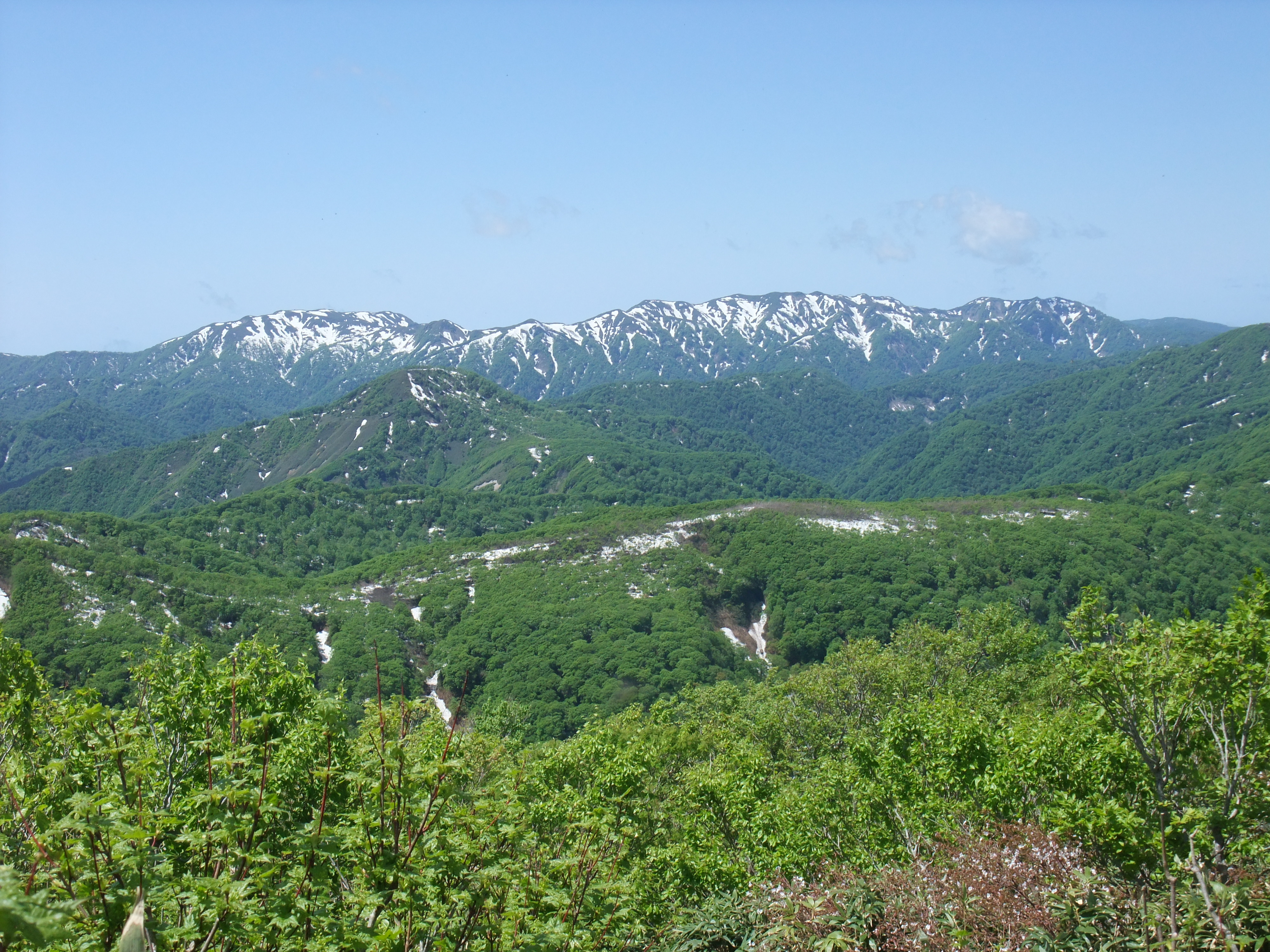
Shirakami-Sanchi (Patrimônio Mundial)

Shinjuku em Tóquio, e o Monte Fuji

Shirakawa-gō (Patrimônio Mundial)

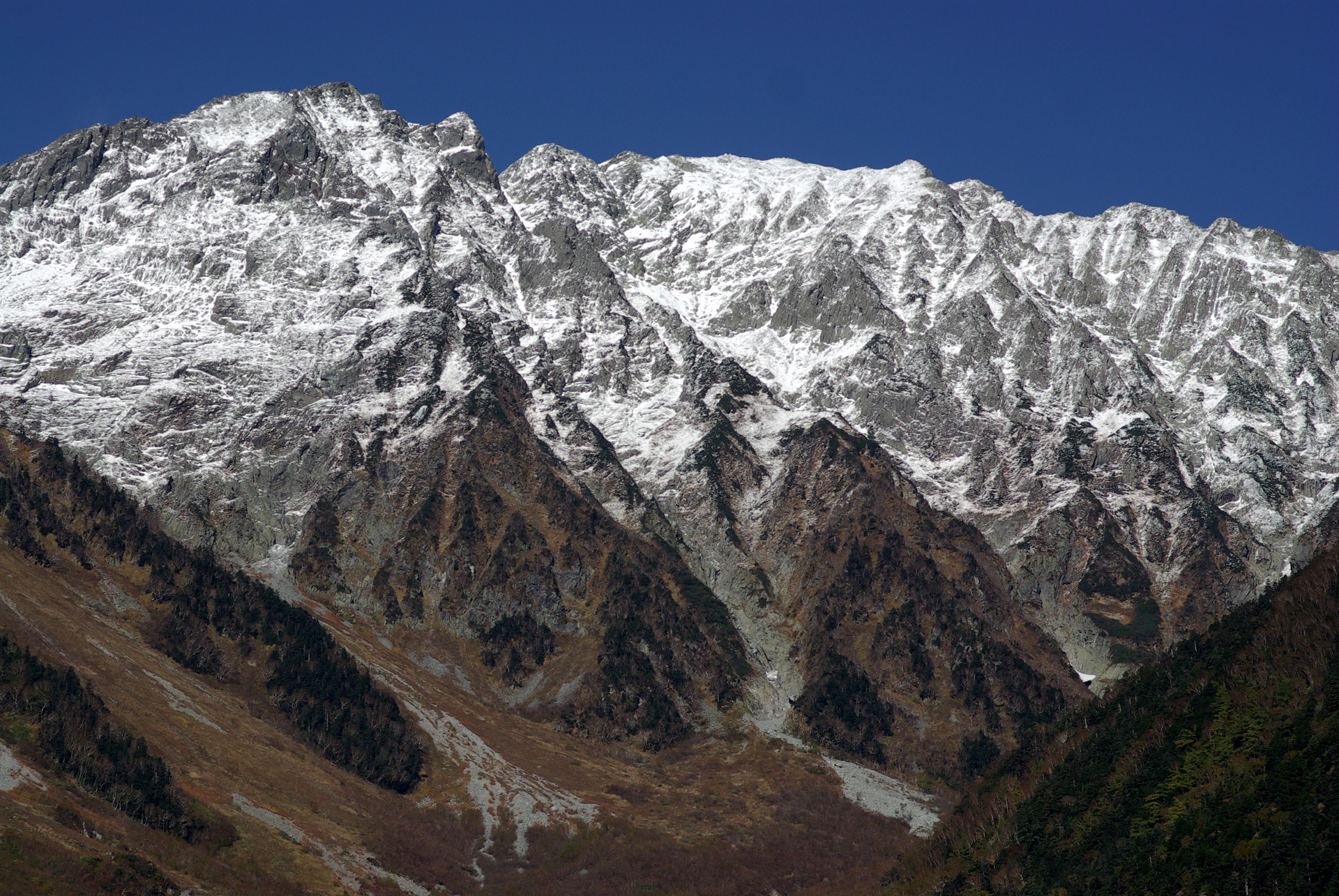
Alpes japoneses de Kamikōchi

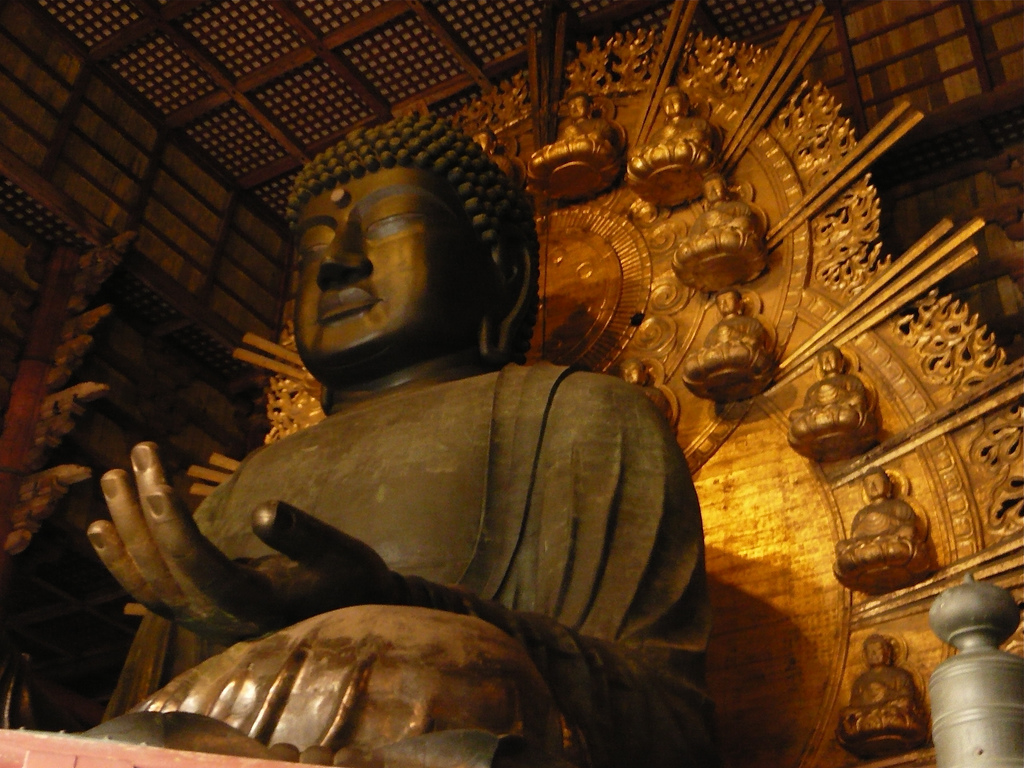
Tōdai-ji Daibutsu em Nara (Patrimônio Mundial)

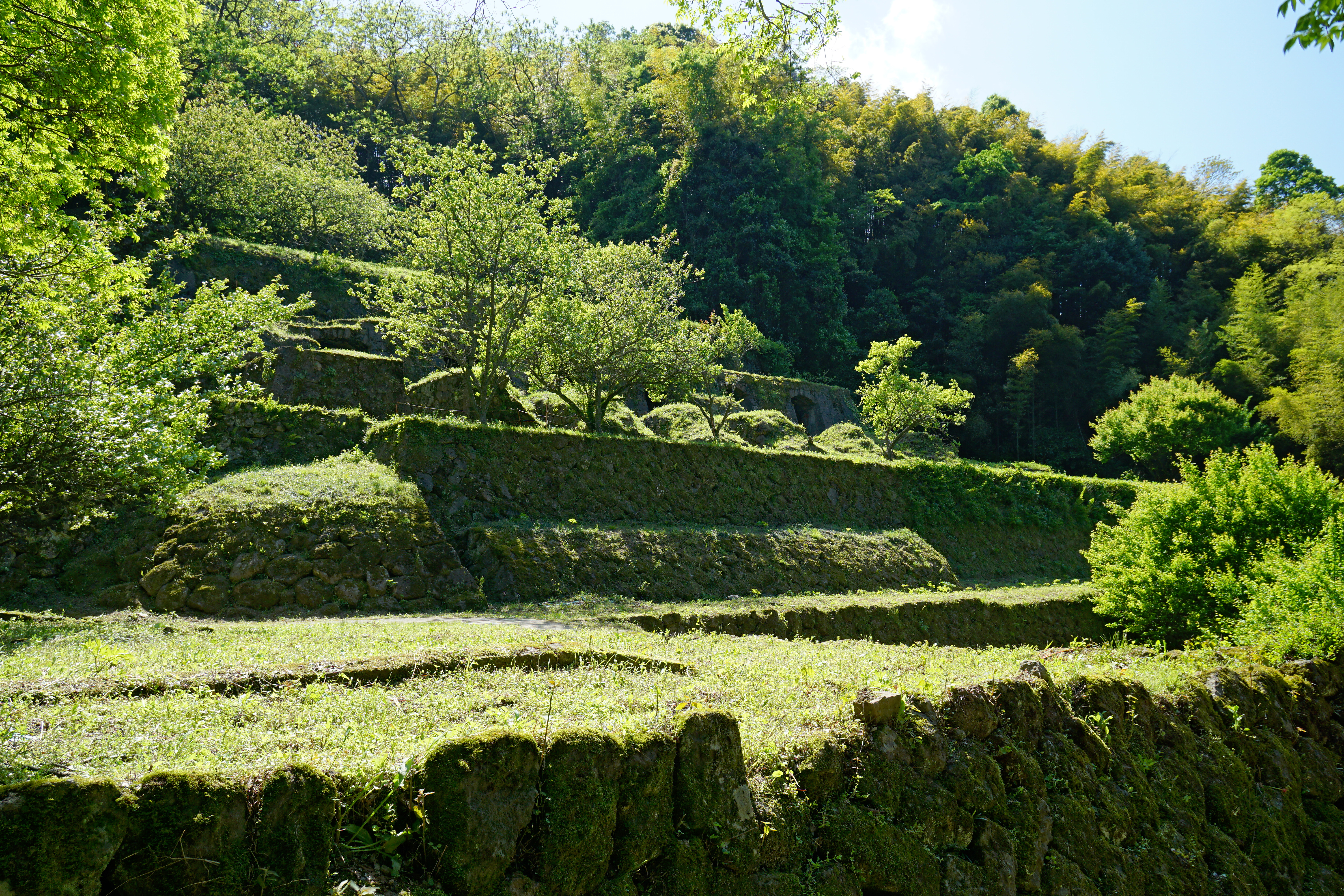
Mina de prata de Iwami Ginzan e sua paisagem cultural (Patrimônio Mundial)

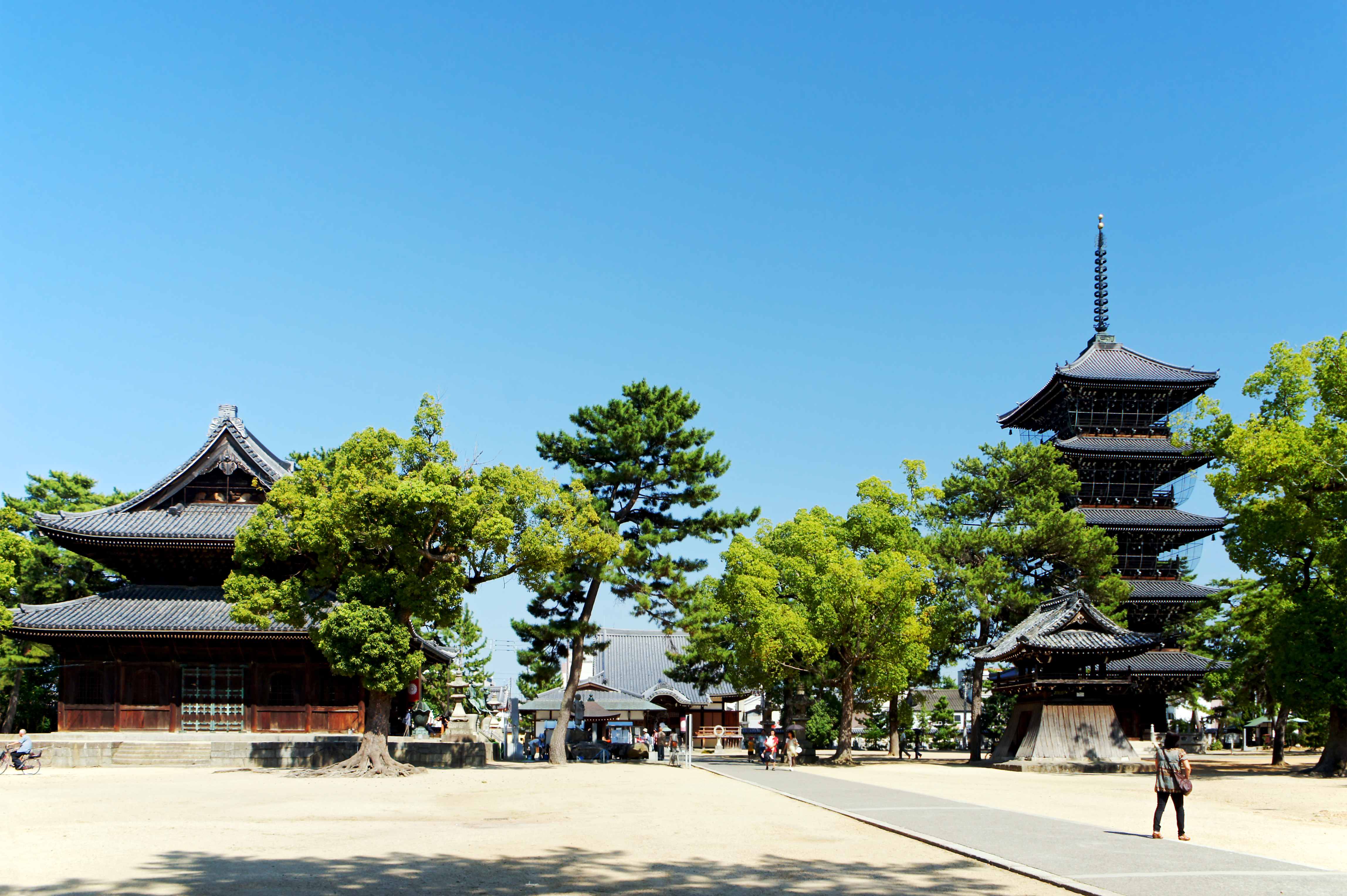
Peregrinação de Shikoku (Zentsū-ji)

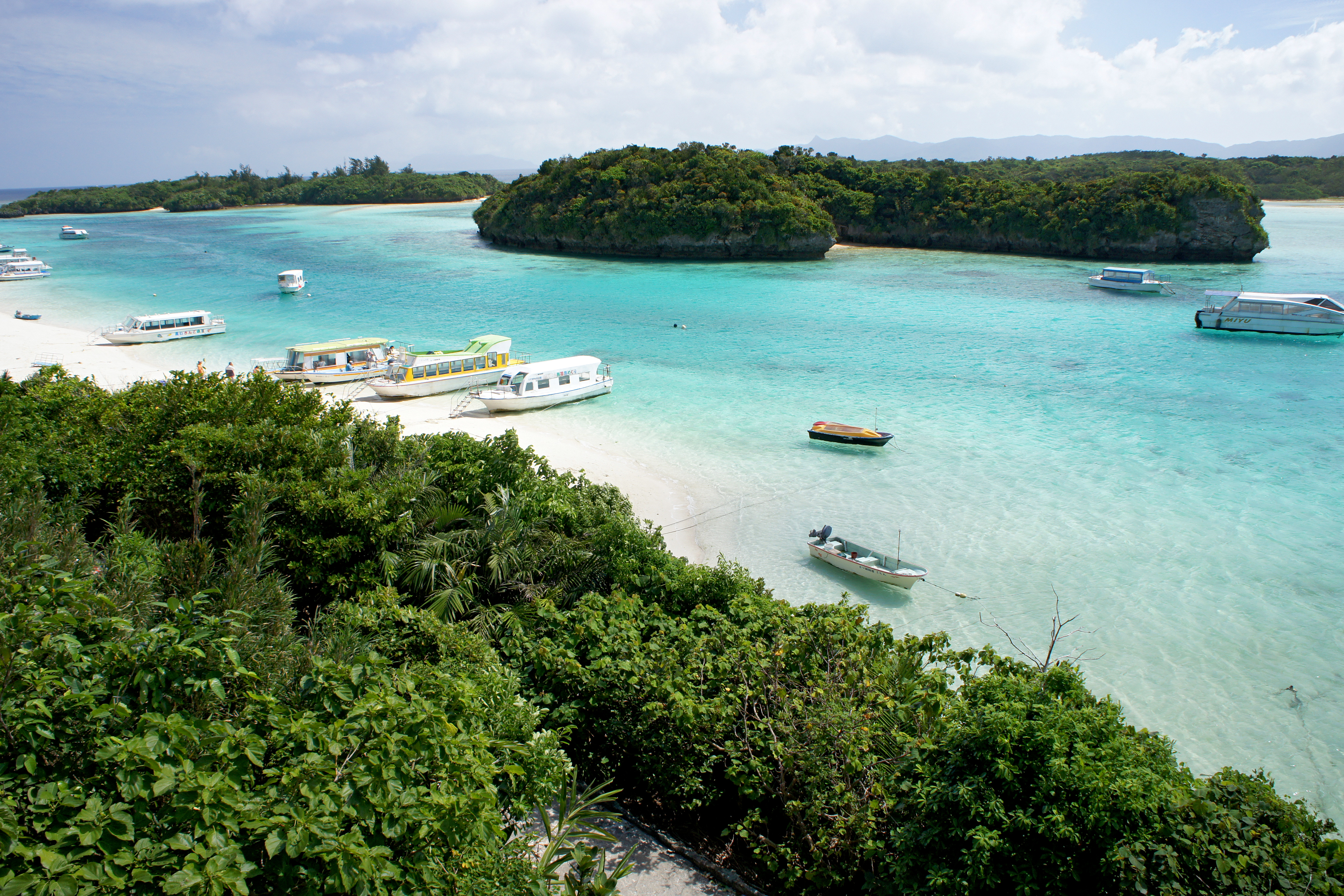
Ilha Ishigaki, Okinawa

#### Hokkaido
- Resort de esqui de Niseko
- Península de Shiretoko (Patrimônio Mundial)
- Teshikaga — Lago Mashu, Lago Kussharo
- Lago Tōya e Montet Usu
- Grupo Vulcânico Daisetsuzan
- Hakodate
- Otaru

#### Tōhoku
- Shirakami-Sanchi (Patrimônio Mundial)
- Monte Osore
- Lago Towada
- Hirosaki — Castelo de Hirosaki, Distrito Samurai de Nakacho
- Hiraizumi — Chūson-ji, Mōtsū-ji, Kanjizaiō-in, Takkoku-no-Iwaya
- Senboku — Distrito Samurai de Kakunodate, Lago Tazawa, Nyuto Onsen
- Yamagata — Yama-dera, Zaō Onsen
- Matsushima

#### Região de Kantō
- Edo Wonderland Nikko Edomura
- Nikkō - Templos de Nikko (Patrimônio Mundial), Cataratas de Kegon
- Tóquio - Palácio Imperial, Asakusa, Akihabara, Ginza, Harajuku/Omotesando, Shibuya, Shinjuku, Mercado de peixes de Tsukiji
- Tokyo Disney Resort
- Kamakura - Tsurugaoka Hachiman-gū, Kōtoku-in, Kenchō-ji, Engaku-ji, Meigetsu-in, Hase-dera
- Kusatsu Onsen
- Hakone Onsen

#### Chūbu
- Monte Fuji
- Alpes japoneses — Rota Alpina Tateyama Kurobe(Monte Tate), Montanhas de Hida, Montanhas de Kiso, Montanhas de Akaishi
- Shiga Kōgen
- Matsumoto - Castelo de Matsumoto, Monte Hotaka, Kamikōchi
- Shirakawa-gō e Gokayama (Patrimônio Mundial)
- Takayama – Ruas tradicionais de Sanmachi e Ōshinmachi, Templo de Higashiyama
- Kanazawa - Kenroku-en Garden, Castelo de Kanazawa, Distrito das Geishas de Higashi, Distrito Samurai de Nagamachi
- Sakai - Tōjinbō, Castelo de Maruoka
- Nagoia - Castelo de Nagoia, Santuário de Atsuta, Sakae, Estação de Nagoia (Meieki), Ōsu Kannon

#### Região deKansai
- Quioto — Kinkaku-ji, Ginkaku-ji, Kiyomizu-dera, Ryōan-ji, Sanjūsangen-dō, etc., eles são todos parte dos Monumentos Históricos da Antiga Quioto (Patrimônio Mundial)
- Uji — Byōdō-in e Santuário Ujigami (Patrimônio Mundial), relação de Genji Monogatari
- Ōtsu — Lago Biwa, Hiyoshi Taisha, Distrito de Templos de Sakamoto, Monte Hiei, Enryaku-ji (Patrimônio Mundial)
- Omihachiman — Distrito tradicional
- Nara — Tōdai-ji, Tōshōdai-ji, Kofuku-ji, Yakushi-ji, Palácio Heijō, Kasuga-taisha e Parque de Nara etc. Eles são todos parte dos Monumentos Históricos da Antiga Nara (Patrimônio Mundial).
- Ikaruga — Horyu-ji e Hōki-ji são Monumentos budistas na região do Hōryū-ji (Patrimônio Mundial).
- Yoshino, Nara (Monte Yoshino) — Kimpusen-ji, Santuário Yoshimizu, Santuário Yoshino Mikumari etc. Eles são parte dos Locais Sagrados e Rotas de Peregrinação nos Montes Kii (Patrimônio Mundial).
- Shingu — Kumano Hayatama Taisha e o Rio Kumano (Patrimônio Mundial)
- Nachikatsuura — Cataratas de Nachi, Kumano Kodō etc., eles são parte dos Locais Sagrados e Rotas de Peregrinação nos Montes Kii (Patrimônio Mundial).
- Monte Kōya — Kongobu-ji (Patrimônio Mundial)
- Osaka — Castelo de Osaka, Umeda, Namba, Dōtonbori, Shinsekai, Shitennō-ji, Universal Studios Japan
- Himeji — Engyō-ji, Koko-en Garden, e Castelo de Himeji (Patrimônio Mundial)
- Kobe — Porto de Kobe, Montanhas Rokkō, Kitano-chō, Arima Onsen, Luminária Kobe
- Toyooka — Parque Nacional Sanin Kaigan (Parque Costal San'in), Izushi, Kinosaki Onsen

#### Região deChūgoku
- Hiroshima — Memorial da Paz de Hiroshima (Patrimônio Mundial), Santuário de Itsukushima (Patrimônio Mundial), Onomichi, Tomonoura
- Okayama — Kurashiki, Jardim de Kōrakuen, Castelo de Okayama
- Tottori — Dunas de Tottori, Monte Daisen, Monte Hyōno
- Shimane — Mina de prata de Iwami Ginzan e sua paisagem cultural (Patrimônio Mundial), Santuário de Izumo, Castelo de Matsue, Ilhas Oki, Tsuwano
- Yamaguchi — Hagi

#### Shikoku
- Peregrinação de Shikoku (Zentsū-ji, Motoyama-ji etc.)
- Ehime — Dōgo Onsen, Castelo de Matsuyama
- Kagawa — Kotohira-gū, Jardim Ritsurin, Ilha Shōdo, Naoshima
- Tokushima — Rodamoinhos de Naruto, Festival de dança de Awa in Tokushima (cidade)
- Kochi — Castelo de Kochi, Cabo Muroto (Parque de Muroto), Parque Nacional Ashizuri-Uwakai

#### KyushueOkinawa
- Fukuoka — Vila Mojiko, Castelo de Kokura, Dazaifu Tenman-gū, Restos do Dazaifu
- Oita — Muitos tipos de termas quentes em Beppu ou Yufuin, Usa jingū, pontes de pedra, um pequeno stonehenge no topo do Monte Komekamiyama, Hello Kitty Harmonyland
- Nagasaki — Igreja Ōura, Higashi-Yamate, Minami-Yamate, Huis Ten Bosch
- Kagoshima — Yakushima (Patrimônio Mundial), Sakurajima, Amami Ōshima
- Miyazaki — Parque Nacional Kirishima-Yaku, Takachiho, Velha Exculibur no topo do Monte Takachiho-kyo, Nichinan, Saitobaru kofungun, Parque Heiwadai
- Kumamoto — Castelo de Kumamoto,　Monte Aso
- Saga —  Sítios arqueológicos Yayoi pré-400 a.C. no sítio de Yoshinogari
- Okinawa — Castelo de Shuri, Nakagusuku, Gusuku de Nakijin etc. Eles são parte dos Locais Gusuku e Propriedades Relacionadas do Reino de Ryukyu (Patrimônio Mundial), Ilha Ishigaki, Ilha Miyako, Iriomote, casas tradicionais de Ryukyu na Ilha Taketomi

### Turismo após o desastre de Fukushima
Após o superaquecimento dos reatores nucleares em Fukushima, o número de visitantes estrangeiros diminuiu por meses. Em setembro de 2011, cerca de 539 000 estrangeiros visitaram o Japão, 25% a menos em comparação com o mesmo mês em 2010. Este declínio foi atribuído em grande parte ao acidente nuclear de Fukushima e ao iene mais forte, que tornou a viagem para o Japão mais cara.
Para impulsionar o turismo, a Agência de Turismo do Japão anunciou em outubro de 2011 um plano para dar 10 000 passagens de ida e volta para o Japão para encorajar os visitantes a virem. Em 2012, passagens grátis seriam oferecidas se os vencedores escrevessem sobre suas experiências no Japão na internet. Eles também precisariam responder algumas questões sobre como se sentiram visitando o Japão após o terremoto e como o interesse no turismo no Japão poderia ser recuperado. Cerca de US$ 15 milhões seriam gastos neste programa.
Em 26 de dezembro de 2011, a Agência de Turismo do Japão relatou em seu site que o projeto "Fly to Japan! ", que daria 10 000 passagens para o Japão, não foi aprovado pelo governo para o ano fiscal de 2012.